# Гуляйполе (Кременчуцький район)
Гуляйпо́ле — село в Україні, у Глобинській міській громаді Кременчуцького району Полтавської області. Населення становить 16 осіб. До 2020 орган місцевого самоврядування — Обознівська сільська рада. Також до цієї сільради входили с. Обознівка, с. Багни, с. Зарічне та с. Новий Виселок.

## Географія
Село розташоване на березі річки Сухий Омельник, вище за течією за 0,5 км розташоване село Обознівка, нижче за течією примикає село Найденівка. Річка у цьому місці пересихає.

## Історія
Обознівська сільська рада
У Національній книзі пам'яті жертв Голодомору 1932—1933 років в Україні вказано, що 94 жителі Обознівської сільської ради та 105 жителів Обознівки загинули від голоду.
12 червня 2020 року, відповідно до розпорядження Кабінету Міністрів України № 721-р «Про визначення адміністративних центрів та затвердження територій територіальних громад Полтавської області», село увійшло до складу Глобинської міської громади.
19 липня 2020 року, в результаті адміністративно - територіальної реформи та ліквідації Глобинського району, село увійшло до складу новоутвореного Кременчуцького району.

## Населення
Кількість населення у селі змінювалась наступним чином:
| 2001 | 2011 |
| ---- | ---- |
| 19   | 16   |
|      | ▼    |

### Мова
Розподіл населення за рідною мовою за даними перепису 2001 року:
| Мова       | Кількість | Відсоток |
| ---------- | --------- | -------- |
| українська | 18        | 94.74%   |
| білоруська | 1         | 5.26%    |
| Усього     | 19        | 100%     |